# Rio de San Girolamo
Ne doit pas être confondu avec Rio de San Gerolamo.

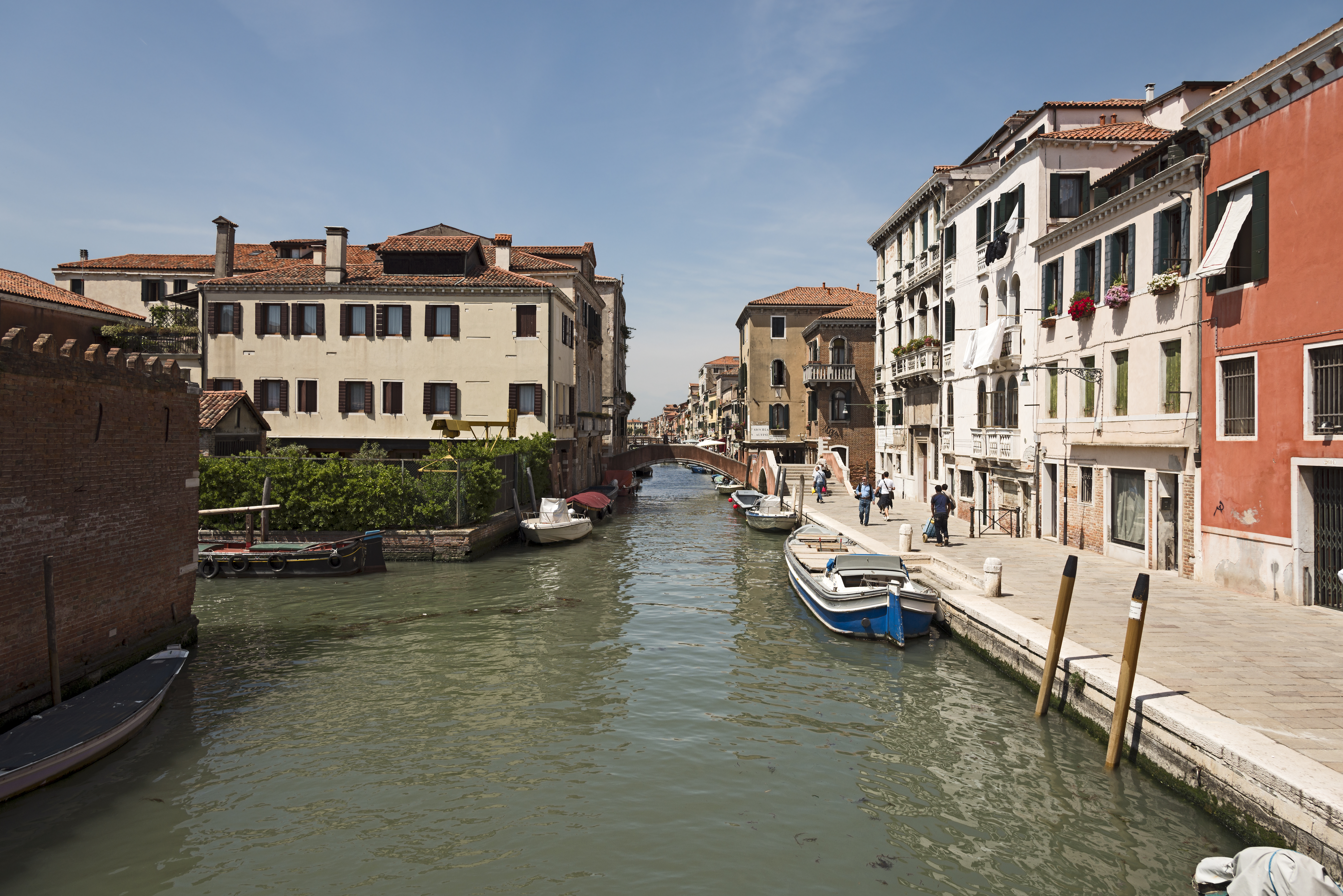
Naissance à la Conjonction des rio della Misericordia et dei Servi.

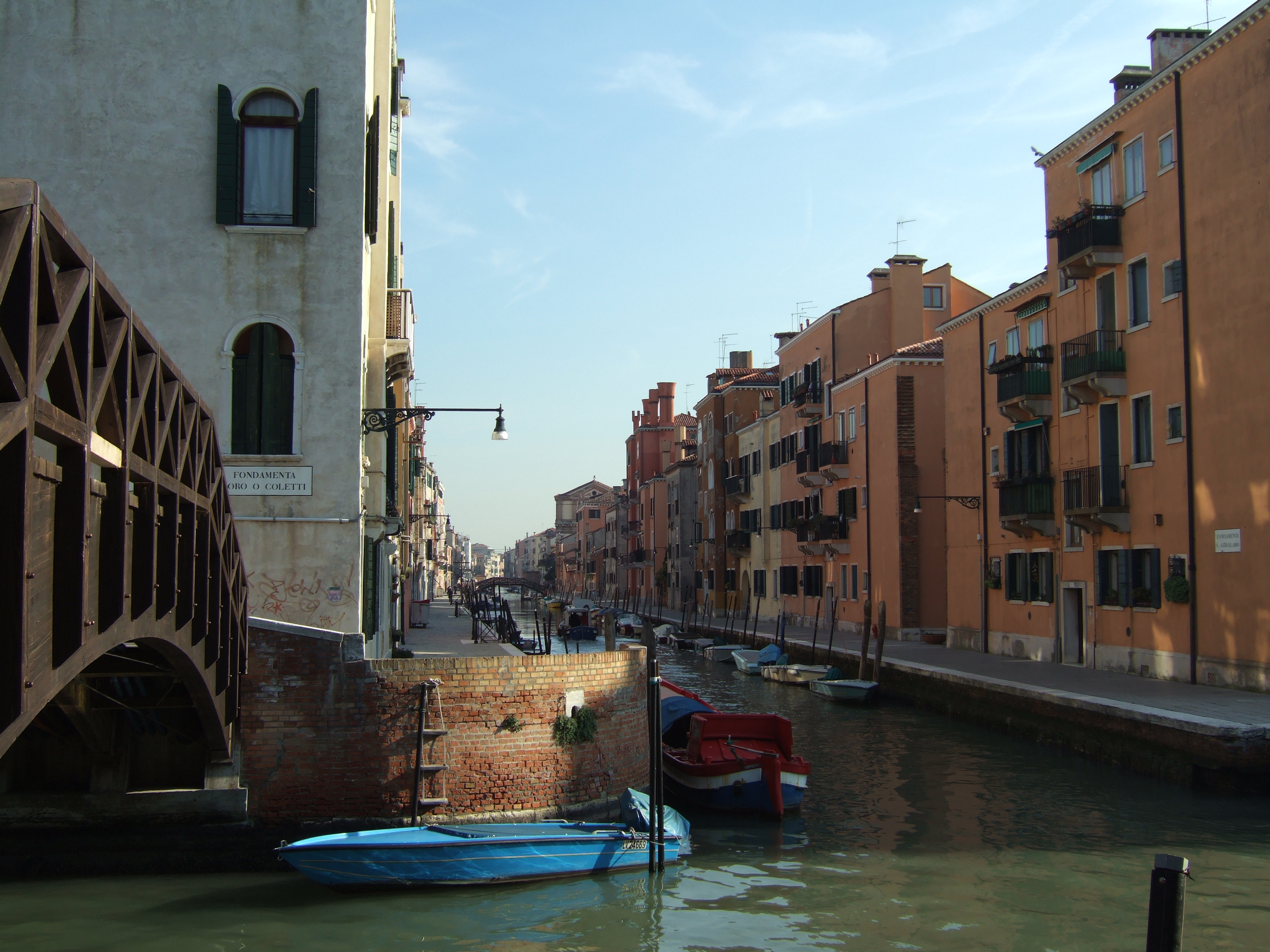
Le rio, vue vers l'est

Le rio de San Girolamo (canal de Saint-Jérôme), aussi appelé rio degli Ormesini est un canal de Venise dans le sestiere de Cannaregio en Italie.

## Toponymie
Le nom provient de l'Église San Girolamo, proche. Pour le nom alternatif : certains draps de soie précieuse provenant d'Ormus, cité d'Asie furent appelés ormesini.

## Description
Le rio de San Girolamo a une longueur d'environ 715 m. Il prolonge le rio de la Misericordia (à hauteur du rio dei Servi) vers le nord-ouest pour se terminer dans le rio del Battello.

## Situation
- Ce rio croise différents canaux sur son passage:

le rio del Gheto
le rio de le Torete
- Ce canal longe différents palais et monuments :

Le Gheto Nuovo
l'Église San Girolamo
le palazzo Mayer Grimani
Ca' Marini
l'église des Capucins

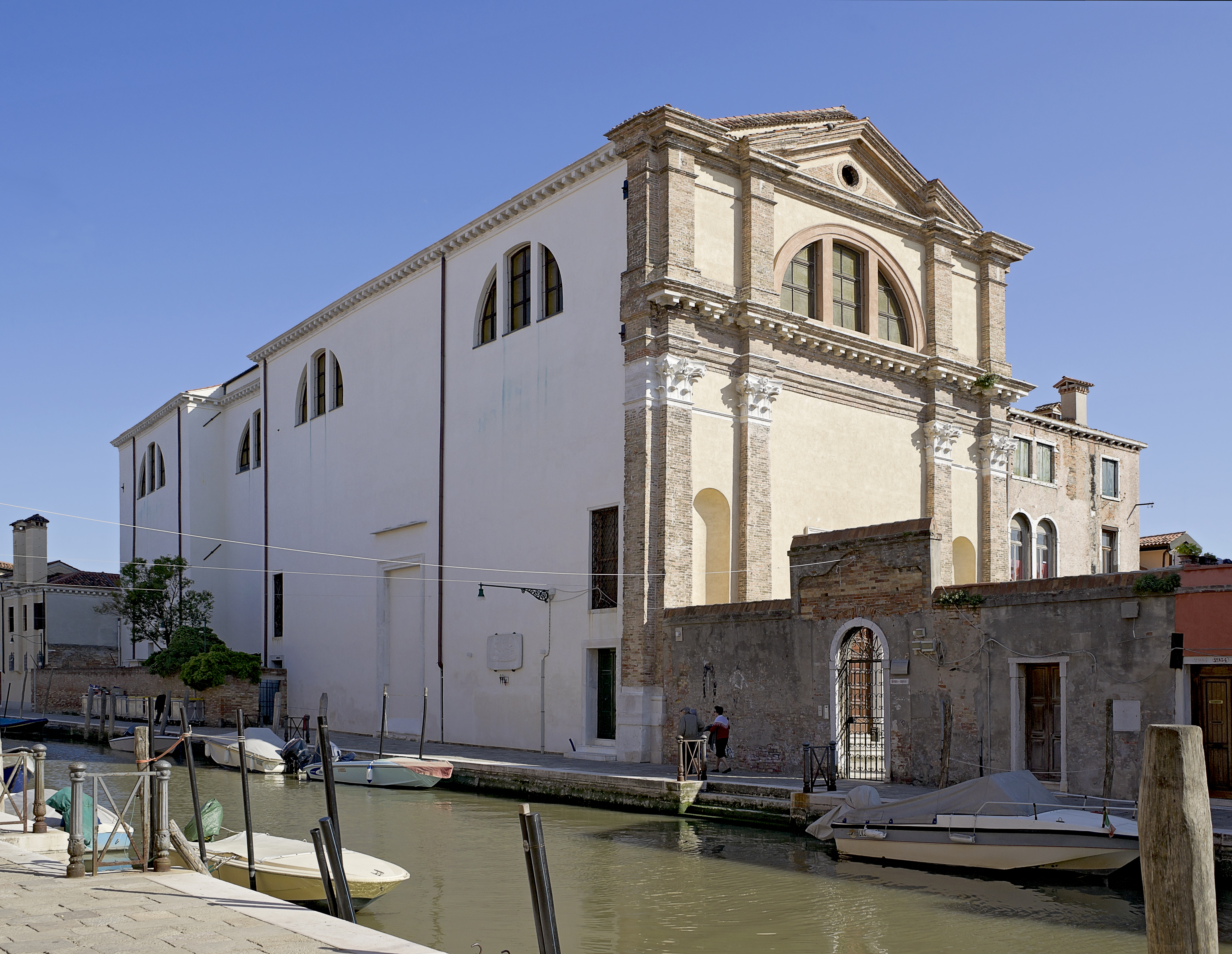
Rio et église éponyme
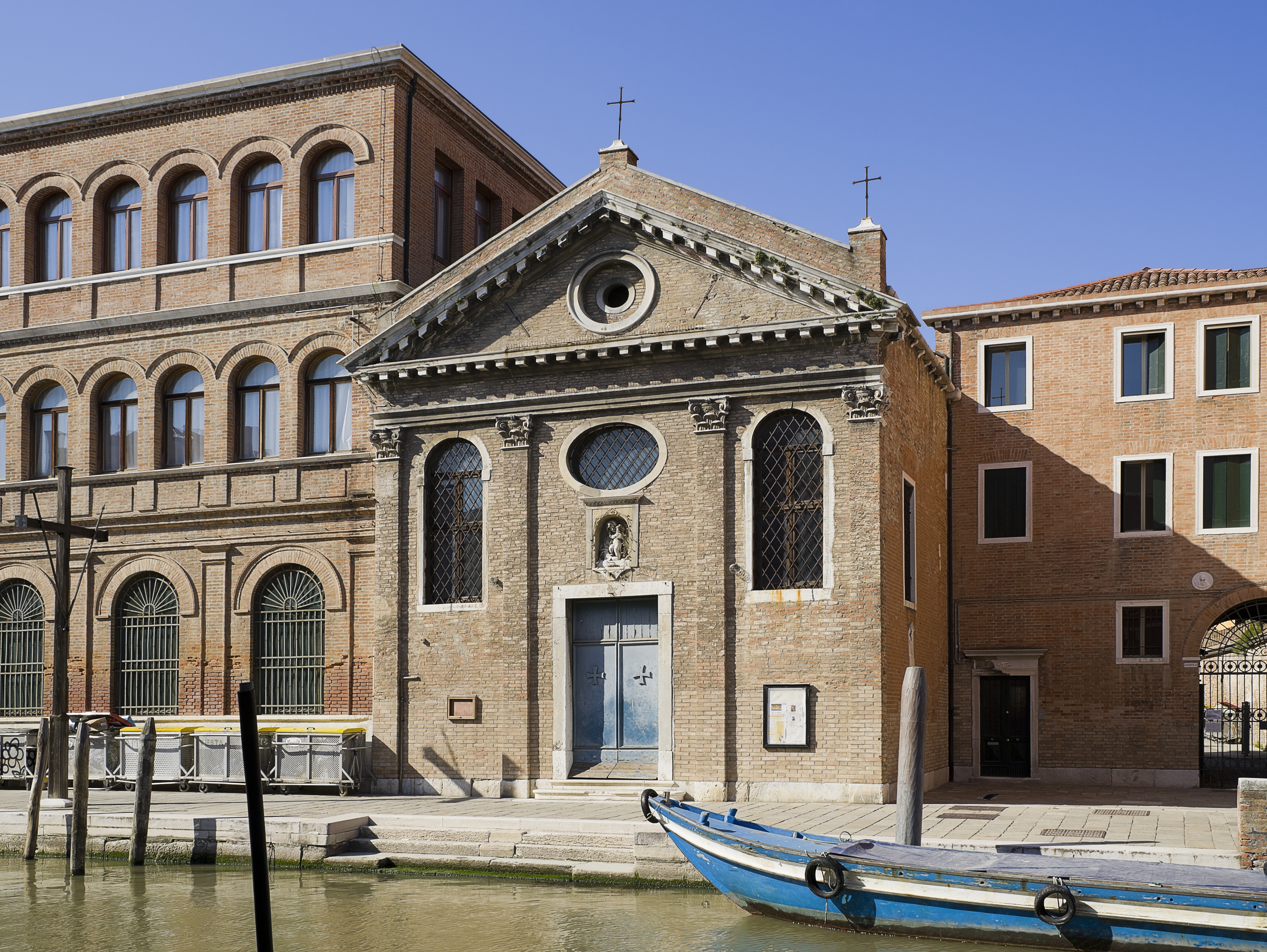
L'église des Cappucins

## Ponts
Ce canal est traversé par plusieurs ponts, d'est en ouest:
- le ponte de l'Aseo, reliant la calle du même nom au Fondamenta Ormesini. Le nom Aseo (vinaigre) provient des manufactures y installées au XIVe and XVe siècle;
- le ponte Loredan agli Ormesini (bois), reliant Rio Terà Farsetti au Fondamenta Ormesini ;
- le Ponte dei Ormesini, reliant calle' et fondamenta du même nom ;
- le Ponte de Gheto Novo (fer), reliant le Campo Ghetto Novo au Fondamenta Ormesini  ;
- le Ponte San Girolamo (pierre, arc de cintre rabaissé, parapet fer), reliant le Fondamenta du même nom au Fondamenta de le Capucine  ;
- le Ponte de le Capuzzine, reliant le Fondamenta du même nom au Fondamenta de San Girolamo .

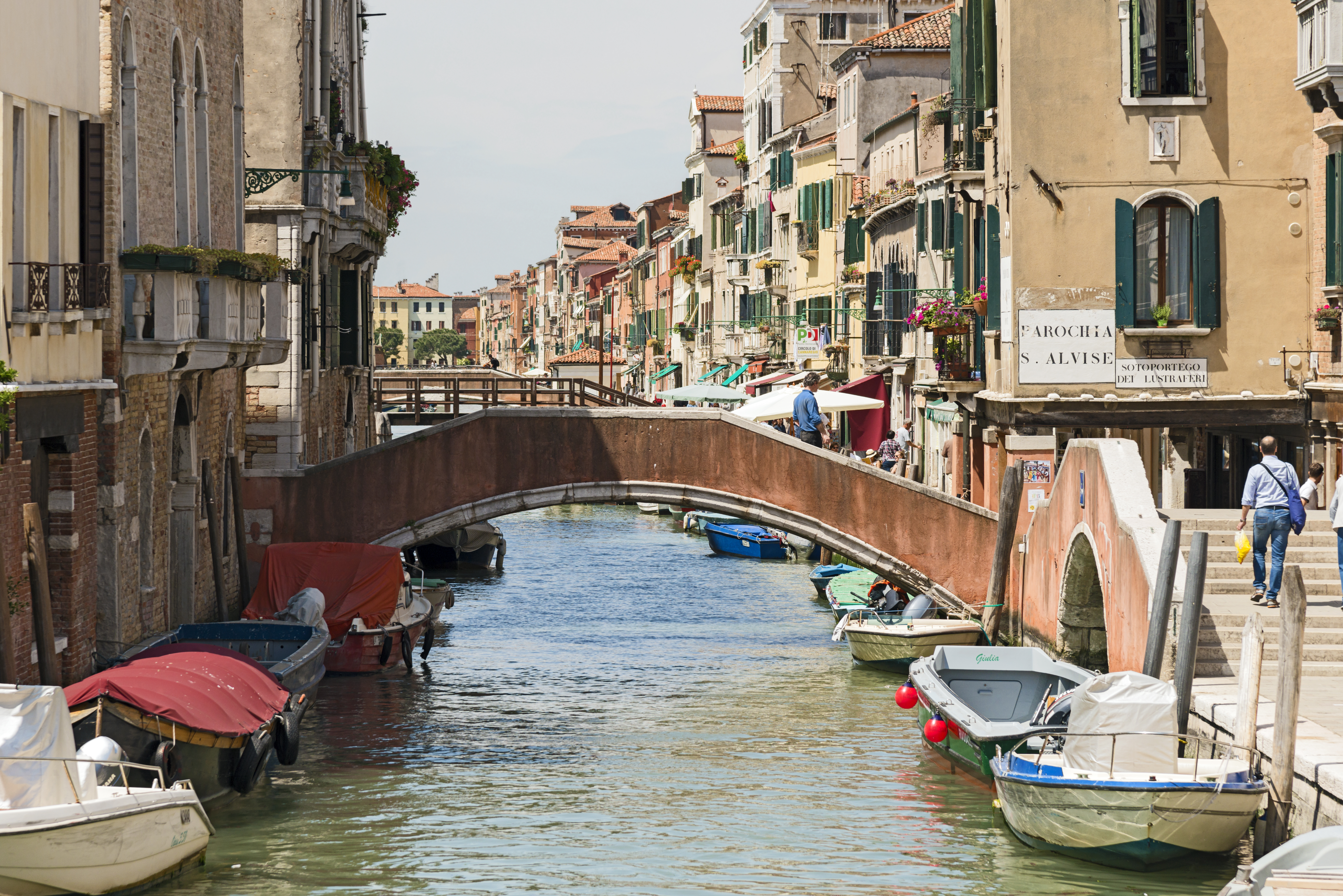
Le ponte de l'Aseo
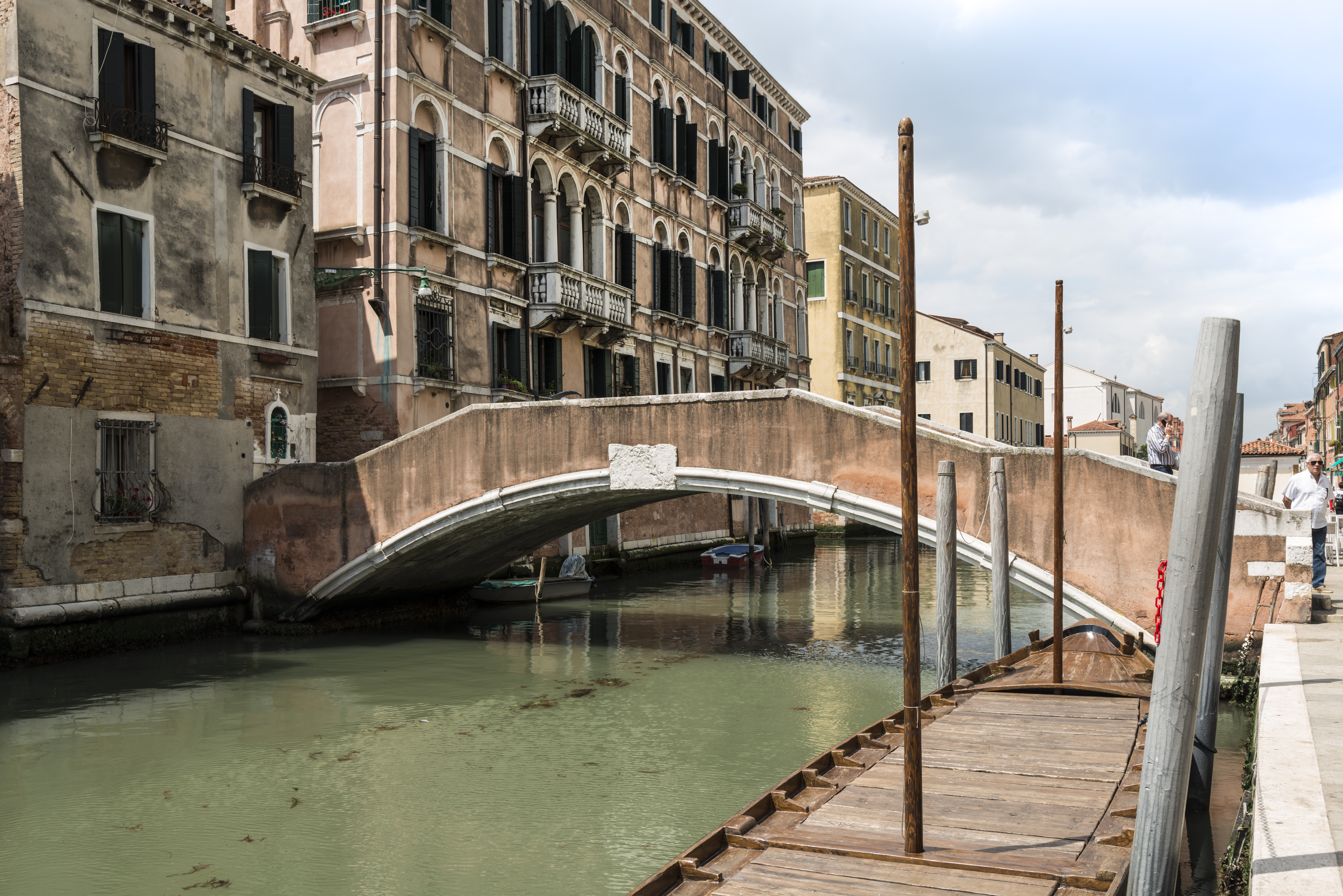
Le ponte dei Ormesini
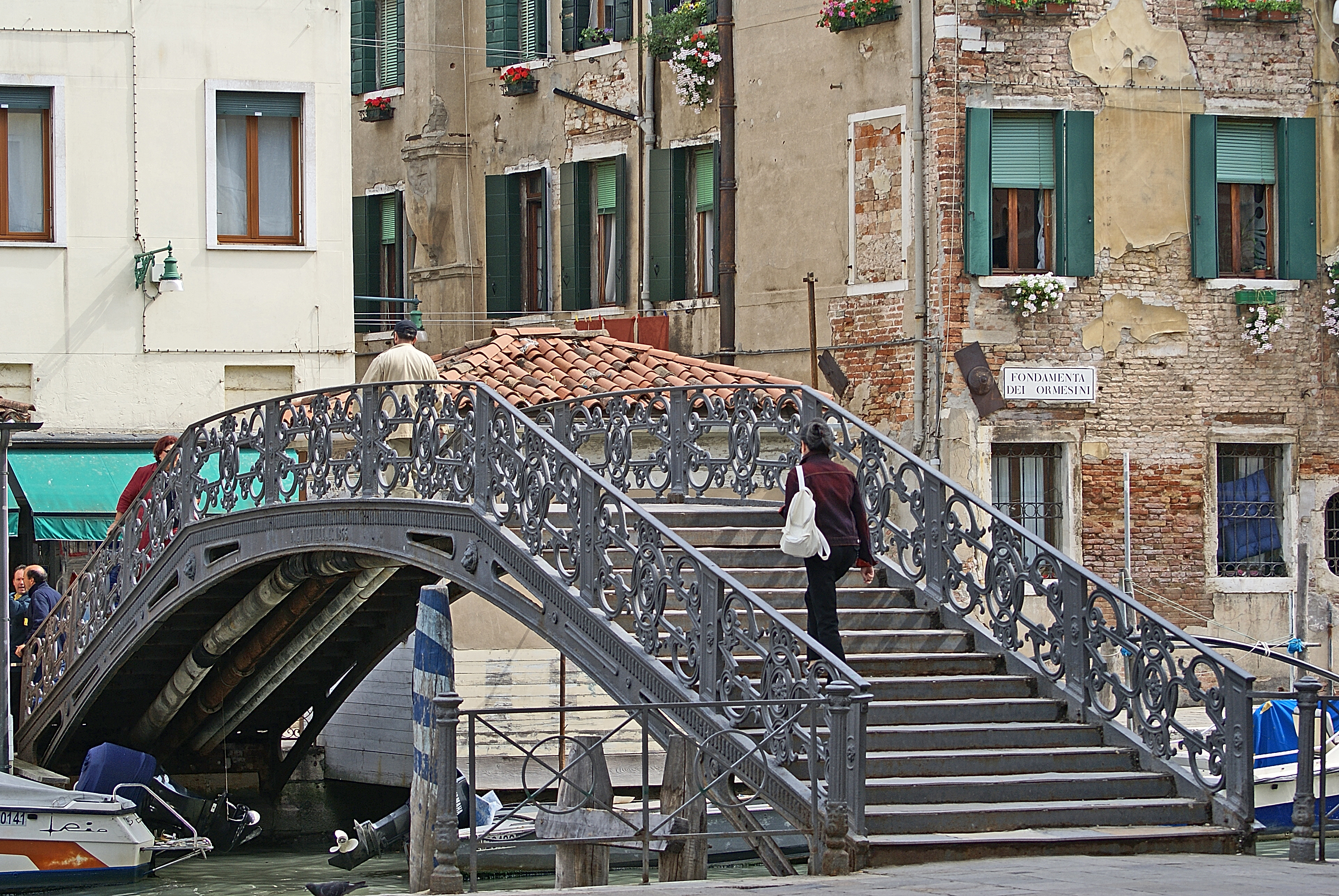
Le ponte de Gheto Novo
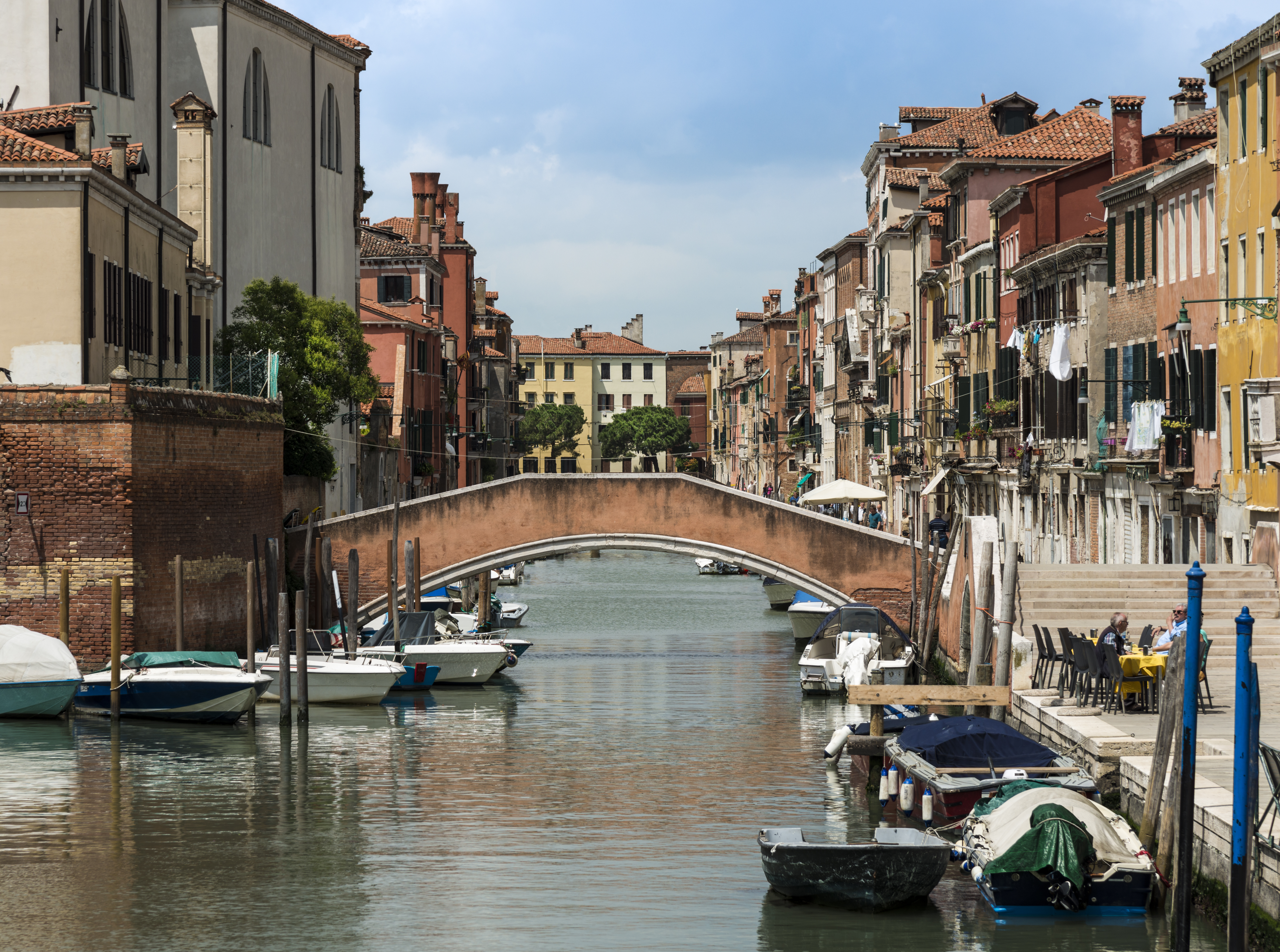
Le ponte de San Girolamo
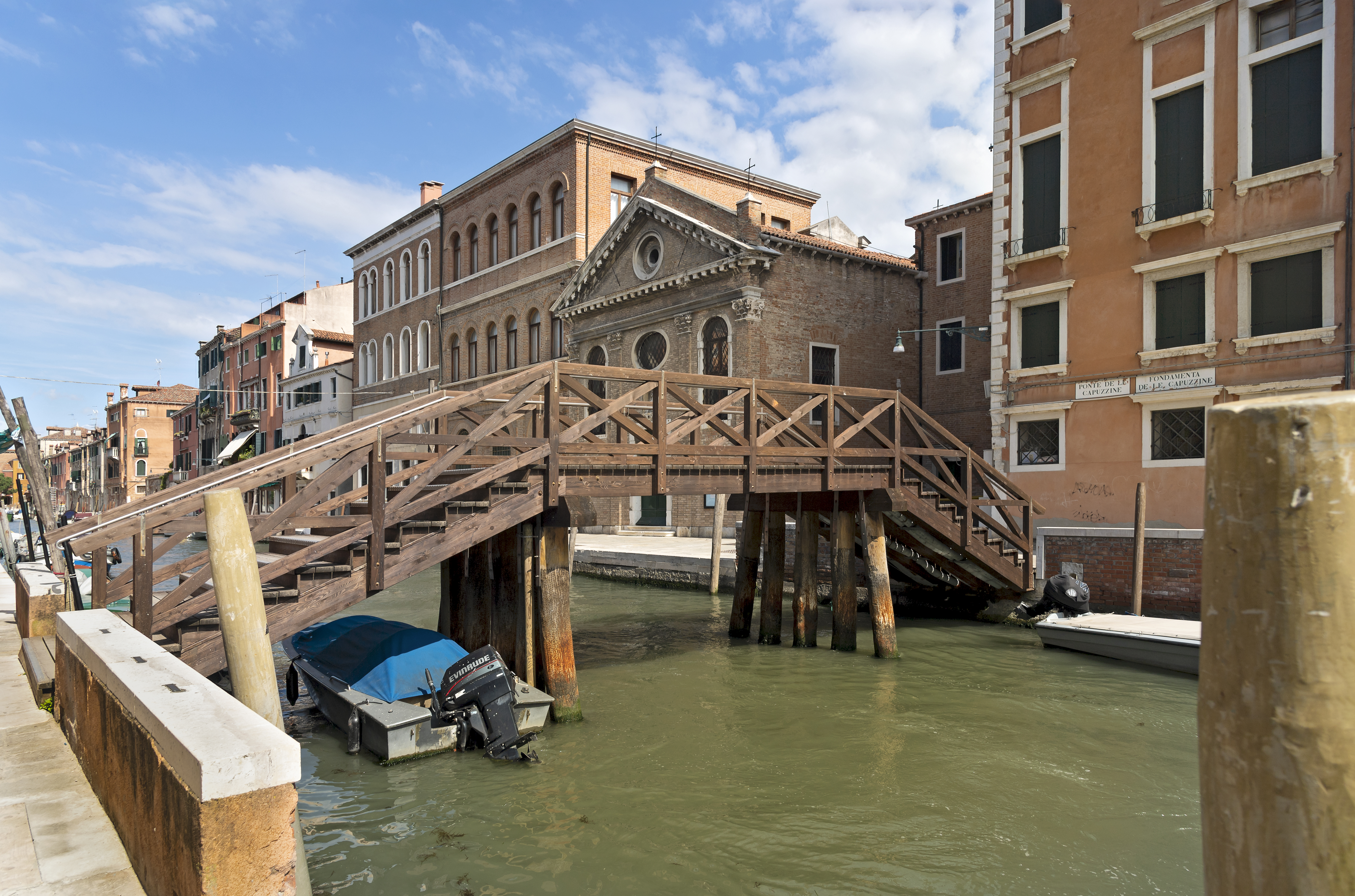
Ponte de le Capuzzine